# Niklas Eriksson
Niklas Urban Eriksson (Västervik, 17 febbraio 1969) è un ex hockeista su ghiaccio svedese.

## Palmarès

### Olimpiadi
- Oro a Lillehammer 1994.